# Bemisia lauracea
Bemisia lauracea es un hemíptero de la familia Aleyrodidae, con una subfamilia: Aleyrodinae.
Fue descrita científicamente por primera vez por Martin, Aguiar & Pita en 1996.